# (6211) Tsubame
(6211) Tsubame ist ein Asteroid des Hauptgürtels, der am 19. Februar 1991 von den japanischen Astronomen Shigeru Inoda und Takeshi Urata an der Sternwarte (IAU-Code 889) in Nasukarasuyama entdeckt wurde.
Der Asteroid wurde am 23. November 1999 nach dem Expresszug Tsubame (jap. 燕, „Schwalbe“) der japanischen Staatsbahn benannt, der zwischen den Regionen Kantō und Kansai auf der Tōkaidō-Hauptlinie, der damals bedeutendsten modernen Verkehrsverbindung zwischen Ost- und Westjapan, verkehrte.
Der Himmelskörper gehört zur Gefion-Familie, einer Gruppe von Asteroiden des mittleren Hauptgürtels, die nach (1272) Gefion benannt wurde. Früher wurde die Gruppe auch als Ceres-Familie bezeichnet (nach (1) Ceres, Vincenzo Zappalà 1995) und Minerva-Familie (nach (93) Minerva, AstDyS-2-Datenbank)